# Juan Escobar
Juan Marcelo Escobar Chena (ur. 11 lipca 1995 w Luque) – paragwajski piłkarz występujący na pozycji środkowego lub prawego obrońcy, reprezentant Paragwaju, od 2024 roku zawodnik meksykańskiej Toluki.